# Прапор Фастівського району
Пра́пор Фа́стівського райо́ну — офіційний символ Фастівського району Київської області, затверджений 22 червня 2000 року рішенням сесії Фастівської районної ради 23 скликання. Автор проекту — скульптор М. А. Дмитрів.

## Опис
Прапор являє собою прямокутне полотнище зі співвідношенням сторін 1:2, що складається з двох рівних шириною горизонтальних смуг: верхньої — синього кольору і нижньої — зеленої та обрамлене золотистою каймою (1/30 ширини прапора). Вздовж древка розміщена малинова вертикальна смуга (половина ширини прапора), де розміщуються елементи герба району: підковоподібне зображення річки сріблястого кольору та золотистого хреста. Вільний край вирізаний у вигляді хвоста.